# Alberto Caneva
Alberto Caneva (Milano, 4 marzo 1957) è un doppiatore e direttore del doppiaggio italiano.
È sposato con la doppiatrice Patrizia Salerno ed è padre del doppiatore Leonardo Caneva.

## Doppiaggio

### Film
- D.B. Sweeney in Bagliori nel buio, Vincere insieme
- Jamie Kennedy in Scream, Scream 2
- Philip Winchester in Giovani aquile
- Eric Mabius in Resident Evil
- Jon Heder in Napoleon Dynamite
- Gary Cole in One Hour Photo
- Gary Oldman in Mille pezzi di un delirio
- Josh Holloway in Stay Cool
- Brendan Fraser in Il mio amico scongelato
- Steve Guttenberg in Amazing Racer - L'incredibile gara
- Scott Caan in Nemico pubblico
- Jeff Anderson in Jay & Silent Bob... Fermate Hollywood!
- Giancarlo Esposito in Blind Horizon - Attacco al potere
- Ray McKinnon in Take Shelter
- Troy Garity in La bottega del barbiere 2
- Maurice Godin in Boat Trip
- Joey Kem in Amore al primo tuffo
- Richard Cabral in Il segnato
- Will Estes in Matrimonio tra amici
- Jason Connery in Il gatto con gli stivali
- Jason Carter in I vestiti nuovi dell'imperatore
- David Fahm in Paranoid
- Ed Martin in Right at Your Door
- Matthew Faber in Stonewall
- James Le Gros in I dannati di Hollywood
- John Rothman in United 93
- Steven Weber in Maledetta ambizione
- Adrien Brody in Angels
- David Sherrill in Una donna molto speciale
- Kirk Baltz in Le iene
- Steve Bewley in L'acchiappadenti
- Brad William Henke in Partnerperfetto.com
- Leo Gregory in One in the Chamber
- Bruce Mackinnon in Cose da fare prima dei 30
- Colin McCredie in Piccoli omicidi tra amici
- Lee McDonald in Bootmen
- Andrew Shaifer in Gigolò per sbaglio
- Mark Herrier in Porky's II - Il giorno dopo
- Jack Dee in Four Play
- John Lynch in Nel nome del padre
- Adam Pascal in Fuori di cresta
- Oliver Crumes Jr. in A letto con Madonna
- Joe Duttine in Paul, Mick e gli altri
- François Bettens in Due per un delitto
- Francis Renaud in Il cecchino
- Richard Gabai in Il soffio del diavolo
- Jürgen Vogel in Windstorm - Liberi nel vento
- Rene Bitorajac in No Man's Land
- Enrico Torralba in Il ragazzo dal kimono d'oro
- Ted Raimi in Darkman
- Ahmed Khairy in Omicidio al Cairo
- Raoul Bhaneja in L'errore perfetto

### Film d'animazione
- Paura Papà in Inside Out, Inside Out 2
- Cemen Bond in Bagi
- Lucenzio in Kate - La bisbetica domata
- Ricardo in Due leoni per un trono
- Grem in Cars 2
- Harland in Planes
- Duplicatha in Asterix e il regno degli dei
- Mattews in Appleseed Alpha
- Ken in Vacanze hawaiiane

### Serie televisive
- Michael J. Fox in Spin City
- Ben Crompton in Il Trono di Spade
- Eric Dane in Streghe
- William DeVry in Pianeta Terra - Cronaca di un'invasione
- Denis Karvil in Big Man
- Karl Markovics in il commissario Rex
- George Stults in Settimo cielo
- Mehcad Brooks in True Blood
- Robert Patrick Benedict in Threshold
- Matt Beck in High incident
- Mathias Herrmann in Un caso per due
- David Denman in The Office
- Rudy Reyes in Generation Kill
- Daniel Casey ne L'ispettore Barnaby
- Alfonso Burgos in El refugio
- Mauricio Hénao in Grachi
- Irving São Paulo in Happy End
- Alberto Mayagoitia in Rosa selvaggia
- Santiago Talledo in Sueña conmigo

### Serie animate
- Capitano Basil Steele in Sam il pompiere (serie del 2008)
- Squeak in The Garfield Show
- Willy in Capitan Planet e i Planeteers
- Toopy in Toopy e Binoo
- Herky in Jay Jay l'aeroplanino
- Michele Strogoff in Michele Strogoff
- Padre ZhuZhu in ZhuZhu Pets
- Mister Fantastic in Marvel Super Hero Adventures
- Piron in Gormiti Nature Unleashed
- Polytheus in Mia and Me
- Luis Hernandez e Nico Holden in Che campioni Holly e Benji!!!
- Rapa in Lo strano mondo di Minù
- Non in Lo scoiattolo Banner
- Asso in Topolino in... Gamba
- Acqua Kid in Teen Titans
- Signor Russell / Elma Fortite in Lupin III - All'inseguimento del tesoro di Harimao
- Shutsu in Giant Robot - Il giorno in cui la Terra si fermò
- Emory, Paul, Zarfonius e Zucotti Manicotti in Aqua Teen Hunger Force
- Jake "Razor" Clawson in Swat Kats
- Barazò Mankanshoku in Kill la Kill[1]
- Monspeet in The Seven Deadly Sins - Nanatsu no taizai
- Barbocop in Paradise Police
- Phillip Frond in Bob's Burgers
- Pete White in The Venture Bros.
- Tubb in Rubbadubbers
- Signor Gaylord Robinson in Lo straordinario mondo di Gumball